# Paris Open 1970
Il Paris Open 1970 è stato un torneo di tennis che si è giocato sul sintetico indoor. È stata la 3ª edizione del Paris Open, che fa parte del Pepsi-Cola Grand Prix 1970. Il torneo si è giocato nello Stade de Coubertin di Parigi, dal 9 al 15 novembre 1970.

## Campioni

### Singolare
Arthur Ashe ha battuto in finale  Marty Riessen con il punteggio di 7–6, 6–4, 6–3

### Doppio
Pancho Gonzales /  Ken Rosewall hanno battuto in finale  Tom Okker /  Marty Riessen con il punteggio di 6–4 7–6 7–6